# Cenzura knih ve Spojených státech amerických
Cenzura knih zahrnuje odstranění, potlačení nebo omezení oběhu literárních, uměleckých nebo vzdělávacích psaných materiálů, a to s odůvodněním, že jsou morálně nebo jinak závadné podle norem uplatňovaných cenzorem. Cenzura je nástrojem ochrany společnosti, typicky k ochraně určitých norem a hodnot. Cenzura potlačuje to, co je považováno za nevhodné z politického, morálního nebo náboženského hlediska.
Výzkumná Marshall University, která se nachází ve státě Západní Virginie, se věnuje výzkumu uplatňování cenzury na knihy ve Spojených státech amerických. V jejím pojetí se za cenzurovanou knihu považují taková díla, která jsou odstraňována z knihoven a ze škol, nebo u kterých byl takový požadavek vznesen. 
Americké veřejné a školní knihovny mají možnost si samy volit svůj katalog knih, obvykle tedy nedochází k plošné cenzuře na území celých USA. V USA je obkvylé, že za požadavkem odstranění knih z knihoven stojí sdružení rodičů, kteří se obávají o morální vývoj svých dětí. Na druhé straně často stojí neziskové organizace na ochranu svobody slova, které záměry cenzury knih napadají u soudů.

## Historie
Na území budoucích Spojených států amerických se cenzura knih objevovala již od 17. století. Tehdejší nejčastější formou bylo pálení knih. Například v roce 1650 byl hromadně pálen pamflet The Meritorious Price of Our Redemption od Williama Pynchona. Spis se nelíbil puritánům a byl pálen v koloniích v Massachusetts. Tento spis je označován za první knihu pálenou na půdě Ameriky.
V roce 1873 byly Kongresem USA schváleny tzv. Comstock laws. Zákony zakázaly poštovní službě distribuovat tisky a výrobky související s erotikou, antikoncepcí, potraty a erotickými pomůckami. Zákaz tak dopadl nejen na pornografii, ale například i na lékařské publikace věnující se antikoncepci či potratům. V některých státech byly zákony dále zpřísněny na zákaz držení obscénních materiálů.
V roce 1881 byla z pultů v Bostonu stažena básnická sbírka Stébla trávy od Walta Whitmana (vydaná poprvé v roce 1855). Důvodem bylo použití vulgarit v některých básních. Následně bylo stejné vydání v roce 1882 vydáno ve Filadelfii, kde se celý náklad prodal za jediný den.
Cenzura postihla i Marka Twaina a jeho knihu Dobrodružství Huckleberryho Finna. Ihned po svém vydání v roce 1885 byla zakázána v knihovnách státu Massachusetts. Důvodem bylo časté používání výrazu „negr“ a obvinění z podpory rasismu. Svůj kontroverzní status si kniha udržela i po další staletí.
Od svého vydání v roce 1859 je jednou z nejvíce napadaných knih O původu druhů Charlese Darwina. Svou evoluční teorií Darwin popřel biblickou představu o stvoření. Nicméně v USA nebyla zakazována až do dvacátých let 20. století, kdy se kniha začala stávat součástí výuky na středních školách. V některých oblastech poté došlo k zákazu, například ve státě Tennessee, kde trval až do roku 1967. 
Vzmach požadavků na cenzuru knih nastal ve 20. století, kdy se stávaly populárními knihy autorů moderny, jakými byli James Joyce, Theodore Dreiser, Ernest Hemingway, F. Scott Fitzgerald a John Steinbeck. Tito spisovatelé se nebáli otevřeně psát o kontroverzních tématech. Například Hemingway ve Sbohem armádo popisoval hrůzy první světové války, což se nelíbilo vedení Bostonu, které knihu, jež označilo za „chlípnou“, v roce 1929 zakázalo. V Bostonu byl dále ve dvacátých letech zakázán časopis The American Mercury, kniha Elmer Gantry, ve které se Sinclair Lewis vysmíval pokrytectví fundamentalistů, kniha Americká tragédie Theodora Dreisera kvůli explicitnímu obsahu (vražda, potrat, sexuální obsah), nebo kniha Milenec lady Chatterleyové Davida Herberta Lawrence, která byla klasifikována jako pornografie.
Stát Georgie v roce 1953 založil státní literární komisi, jejímž úkolem bylo vytvářet tlak na právní systém, který měl zajišťovat dodržování zákonů proti obscénnostem. V roce 1958 navíc komise získala pravomoc vydávat příkazy k zastavení produkce vybraných knih. V padesátých a šedesátých letech komise zakázala stovky knih. Brzy poté ale její moc upadla a v roce 1973 byla zrušena.
Podle zprávy American Library Association se nová značná vlna požadavků na zákaz knih zvedla mezi lety 2021 a 2023. Nejvíce požadavků se týká knih, které obsahují problematiky LGBT+ a rasových minorit. Sdružení amerických knihoven v roce 2022 zaznamenalo skoro 1300 požadavků, které chtěly zakázat přes 2500 knih pro děti i dospívající.
Podle studie neziskové organizace PEN America se cenzura objevuje výrazně od roku 2021 a cílí na otázky rasy, genderu a sexuality. Stěžující si skupiny získávají podporu konzervativních politiků, zejm. z Republikánské strany. Rozmach přišel poté, co se v online prostoru začaly šířit seznamy „závadných“ knih konzervativních skupin typu No Left Turn in Education a Moms for Liberty. 
V Texasu byl v červenci 2021 přijat zákon zakazující propagaci kritické rasové teorie na školách a omezil možnost diskusí o sexu a sexualitě na školách. Texaský poslanec a republikán Matt Krause zaslal v říjnu 2021 školám seznam 850 „závadných“ knih, přičemž požadoval informaci, které školy tyto knihy vlastní a kolik za ně zaplatily. Mezi knihami byla díla, jako jsou Doznání Nata Turnera od Williama Styrona, Between the World and Me od Ta-Nehisi Coatese nebo Hood Feminism od Mikki Kendall.
Školy ve městě Katy v Texasu dále zakázaly například oceněný komiks New Kid, který se zabývá přijetím afroamerického žáka na prestižní soukromou školu, která jinak postrádá diverzitu. Sdružení rodičů komiks kritizovalo za údajnou propagaci kritické rasové teorie, marxismu a „rasismu naruby“.
V červnu 2021 se guvernér Floridy Ron DeSantis pokusil prosadit zákaz výuky kritické rasové teorie na floridských veřejných školách. Výuku této teorie popsal jako: „učení dětí nenávidět svou zemi“. Floridský výbor pro vzdělávání tento návrh podpořil. V prosinci 2021 DeSantis předložil nový zákon Stop W.O.K.E Act, který umožňuje rodičům žáků žalovat školy, pokud budou učitelé vyučovat kritickou rasovou teorii. Zákonem chce bojovat proti údajné „woke indoktrinaci dětí“. Zákon také v praxi vede k cenzuře katalogu školských knihoven. Proti zákonu se postavil federální soudce Mark E. Walker, podle kterého zákon omezuje ústavní právo na svobodu slova a vyznání. V březnu 2022 DeSantis podepsal tzv. „Don't Say Gay“ zákon, který zakázal na veřejných školkách a na prvním stupni základních škol diskutovat nebo učit o sexuálních orientacích a genderové identitě. A rodičům umožnil školy případně žalovat. To vedlo ke zmatku mezi učiteli o tom, co je ještě přípustné učit. Floridské veřejné školní knihovny tak během roku na základě podnětů od rodičů vyřadily kolem 300 titulů, mezi nimi například byly: Milovaná od Toni Morrison, Svědectví od Margaret Atwood nebo Správkař od Bernarda Malamuda. Zpěvačka Pink ve spolupráci s PEN America během svých dvou koncertů na Floridě (ve městech Miami a Sunrise) v listopadu 2023 rozdávala 2000 výtisků zakázaných knih.
V lednu 2022 došlo v McMinn County v Tennessee k odstranění oceněného komiksu Maus ze vzdělávacích plánů tamních základních škol. Komiks pojednává o holokaustu a byl oceněn Pulitzerovou cenou. Důvod odstranění byly zmínky o vraždách, sebevraždě a jeden obrázek nahé kočky znázorňující ženu. Po medializaci zákazu byl v online knihkupectvích zaznamenán nárůst prodeje knihy.
Začátkem července 2024 vstoupil v republikánském Utahu v platnost zákon, podle něhož mají místní vzdělávací orgány upřednostnit „ochranu dětí před škodlivými účinky nedovolené pornografie na úkor jiných hledisek“. Včetně uměleckých. Spadají sem všechna díla obsahující popis sexu nebo masturbace. Pokud se na odstranění některého titulu shodnou tři – z celkem jednačtyřiceti – školních obvodů, musí kniha zmizet z veřejných školních knihoven v celém Utahu. Takové svazky musejí školy vyhodit, nemůžou je prodat nebo darovat.
Podle organizae PEN America se v roce 2024 počet zakázaných knih meziročně téměř ztrojnásobil na 10 000 titulů. Příčinou měly být nové zákony v republikánských státech. Kvůli konzervativnímu zacílení na sexuální obsah byly zakázány knihy obsahující romantiku, knihy o sexuálních zážitcích žen a knihy o znásilnění nebo sexuálním zneužívání, stejně tak podle organizace pokračovaly útoky na knihy s LGBTQ+ postavami nebo tématy nebo knihy o rase nebo rasismu.

## Důvody cenzury

### Společenské důvody
Řada knih byla v USA zakázána z domnělého důvodu propagace negativních společenských jevů, za jaké jsou považovány vulgarismy, rasové problémy, zneužívání drog, třídní problémy nebo neheteronormativní sexuální orientace. Cenzura z těchto důvodů dopadla na knihy Kdo chytá v žitě od J. D. Salingera, Vyhoďme ho z kola ven od Kena Keseyho nebo Dobrodružství Huckleberryho Finna od Marka Twaina. Ve všech těchto knihách se hlavní postava bouří proti autoritám a projevuje se nestandardním společenským chováním. Cenzoři se zde obávali, že mladí čtenáři pod vlivem knih ztratí respekt vůči rodičům, učitelům a zákonům.
V roce 1939 byla v kalifornském Kern County zakázána kniha Hrozny hněvu od Johna Steinbecka. Důvodem měla být kritika námezdní práce v zemědělství, přičemž Kern County bylo tradičně zemědělskou oblastí. Zákaz ovšem vydržel jen dva roky.
V roce 2020 byly v kalifornském Burbanku vyřazeny z povinné četby základních a středních škol tituly Jako zabít ptáčka, Dobrodružství Huckleberryho Finna, O myších a lidech nebo Horký vítr nad Mississippi. Iniciativu vyvolali rodiče z obav o šíření rasismu.

### Politické důvody
V USA se historicky zakazují publikace šířící myšlenky komunismu, anarchismu a socialismu. Jednou z nejvíce zakazovaných publikací v knihovnách byl Komunistický manifest Karla Marxe a Friedricha Engelse (poprvé vydaný v roce 1848), a to zvláště v dobách tzv. rudých panik. V roce 1981 byl na Floridě prošetřován román 1984 George Orwella, který byl označen jako propagace prokomunistických postojů.

### Sexuální důvody
Když Theodore Dreiser vydal v roce 1915 svůj semibiografický román The "Genius" setkal se nejen s vlažným přijetím kritiků, kteří redukovali obsah knihy na propagaci záletnictví a utápění se ve zkaženosti, ale také s pohoršením knihovníků a knihkupců. Následně se Dreiser stal tváří kampaně proti cenzuře a sbíral například podpisy spisovatelů pod petici, kterých nakonec získal kolem pěti set.
V roce 1921 byla pro obscénnost zakázána kniha Odysseus Jamese Joyce, a to kvůli popisu scény zahrnující masturbaci. Původně byly části knihy publikovány v roce 1921 v The Little Review, jehož náklad byl zkonfiskován poštovní službou. Následně kniha vyšla v roce 1922. Jak vydávání v časopise, tak samotná kniha se postupně dostaly v USA před soud. V soudním líčení roku 1933 ovšem soud neshledal, že by kniha porušovala zákon.
Román Obratník Raka od Henryho Millera byl po svém vydání v roce 1934 kritizován pro otevřené sexuální pojetí. Kniha vyšla v Paříži a v USA byla ihned zakázána. V USA byla následně vydána v roce 1961 a vydavatel okamžitě skončil před soudem. V roce 1964 musel Nejvyšší soud USA věc projednat a následně vydal rozsudek, ve kterém uvedl, že kniha neporušuje žádný zákon. 
Roku 2005 byla vydána dětská kniha Tango: Skutečný příběh jedné tučňáčí rodiny, která je jednou z nejvíce kritizovaných knih 21. století, u které rodiče žádají její zákaz. Příčinou je příběh, který se soustředí na pár homosexuálních tučňáků v zoo v Central Parku.
Jako „pornografická a nechutná“ je označována i kniha Hledání Aljašky Johna Greena z roku 2005. Kniha je rovněž příkladem, kdy protestující skupiny kritizují určitou pasáž nebo část knihy bez znalosti kontextu nebo celého příběhu.

### Náboženské důvody
Vedle studie O původu druhů Charlese Darwina se z náboženských důvodů objevují požadavky na zákaz například knižní série Harry Potter, a to z domnělé propagace čarodějnictví a okultismu.